# Bouessay
Bouessay – miejscowość i gmina we Francji, w regionie Kraj Loary, w departamencie Mayenne.
Według danych na rok 2010 gminę zamieszkiwało 766 osób, a gęstość zaludnienia wynosiła 82 osoby/km².